# Vibrato (album)
Vibrato è il dodicesimo album in studio del chitarrista statunitense Paul Gilbert, pubblicato il 15 ottobre 2012. L'album è per metà strumentale.

## Tracce
Testi e musiche di Paul Gilbert, eccetto dove indicato.
1. Enemies (In Jail) – 6:00
2. Rain and Thunder and Lightning – 5:03
3. Vibrato – 3:29
4. Put It on the Chair – 5:33
5. Bivalve Blues – 7:43
6. Blue Rondo a la Turk – 5:38 (Dave Brubeck)
7. Atmosphere on the Moon – 5:14
8. The Pronghorn – 5:36
9. Roundabout (Live) – 9:08 (Steve Howe, Jon Anderson)
10. I Want to Be Loved (Live) – 6:10 (Willie Dixon)
11. Go Down (Live) – 7:57 (Angus Young, Malcolm Young, Bon Scott)

## Formazione
- Paul Gilbert – voce, chitarra solista
- Tony Spinner – chitarra ritmica, cori
- Kelly LeMieux – basso
- Craig Martini – basso
- Emi Gilbert – tastiere
- Thomas Lang – batteria
- Jeff Bowders – batteria